# Джерело б/н (Тарасівка)
Джерело б/н — гідрологічна пам'ятка природи місцевого значення. Об'єкт розташований на території Тячівського району Закарпатської області, с. Тарасівка, ДП «Буштинське ЛГ», Тарасівське лісництво, урочище «Куртенький», квартал, виділ 21.
Площа — 5 га, статус отриманий у 1984 році.